# 霜月 (駆逐艦)
霜月（しもつき）は、日本海軍の駆逐艦。秋月型駆逐艦の7番艦である。艦名は陰暦11月の雅称。

## 概要
三菱長崎造船所において、1942年（昭和17年）7月から建造が始まった。
建造中、艦首を損傷した姉妹艦「秋月」の修理に「霜月」の艦首が流用された結果、完成は1944年（昭和19年）3月31日となった。
竣工後、「霜月」は訓練部隊の第十一水雷戦隊に編入され訓練に従事。その後、駆逐隊に所属しないまま小沢機動部隊、続いて第十戦隊に編入され、6月下旬のマリアナ沖海戦に参加した。
同年7月15日、姉妹艦「冬月」と共に第41駆逐隊を新編。南方に進出していた「霜月」は空母「神鷹」等と共に、ヒ70船団と軽巡洋艦「北上」を護衛して内地に帰投する。その後、第41駆逐隊は空母「雲龍」と共に東京湾で待機した。
10月下旬、捷号作戦にともなうレイテ沖海戦における秋月型4隻（秋月、初月、若月、霜月）は、第三航空戦隊と第四航空戦隊を基幹とする小沢機動部隊に所属してエンガノ岬沖海戦に参加した。同海戦で「霜月」は空母「千歳」の生存者を救助した。中破状態で内地に生還した「霜月」は、呉海軍工廠で修理を実施した。
10月末、第41駆逐隊（冬月、霜月）は第二遊撃部隊（指揮官志摩清英中将、第五艦隊司令長官）に編入され、多号作戦に従事することになった。
11月上旬、「霜月」は第四航空戦隊の航空戦艦2隻（日向、伊勢）や第三十一戦隊（旗艦「五十鈴」、松型駆逐艦複数隻）と共に東南アジア方面に進出する。「五十鈴」がアメリカ潜水艦の雷撃で損傷しため、「霜月」が第三十一戦隊旗艦となった。
シンガポールからブルネイに向け移動中の11月25日、アメリカ潜水艦「カヴァラ」の雷撃により、南シナ海で沈没。「霜月」の沈没により、第三十一戦隊司令部も全滅した。

## 艦歴

### 建造経緯
1941年（昭和16年）度（マル急計画）の仮称第360号艦。三菱長崎造船所で1942年（昭和17年）7月6日に起工。
1943年（昭和18年）3月5日、空母「大鳳」および駆逐艦「藤波」等とともに艦名が与えられ、艦艇類別等級表に登録された。
4月7日、「霜月」は進水した。機関の搭載を待っていたが、製造が遅れていた。7月5日、艦首と艦橋を失った姉妹艦「秋月」が長崎に入港した。「秋月」の修理を実施するにあたり、当初は1944年（昭和19年）1月末に修理が終わるスケジュールが立てられていたが、復旧工事を急ぐため「霜月」の75番フレーム（船首楼最後部）より前を切断し、「秋月」と結合させた。その甲斐あって、「秋月」は10月31日に修理が終わり、早期に戦列に復帰した。この工事の影響により「霜月」の艦首はもう一度作り直された。
1944年（昭和19年）3月4日、日本海軍は駆逐艦「睦月」艦長、「萩風」艦長等を歴任した畑野健二少佐を、艤装員長に任命する。
3月5日、艤装員事務所は事務を開始した。
3月31日、竣工して本籍を横須賀鎮守府と定められる。畑野中佐は制式に「霜月」駆逐艦長に補職。艤装員事務所は撤去された。

### 第十一水雷戦隊
1944年（昭和19年）3月31日の竣工と共に、「霜月」は訓練部隊の第十一水雷戦隊に編入される。瀬戸内海に回航され訓練に従事するも、引き渡し当初から砲塔の旋回が重すぎたため、4月4日から呉海軍工廠で修正工事を行う。また、配属された乗員のレベルが極めて低い事も報告された。
4月7日、第十一水雷戦隊は旗艦を駆逐艦「野分」から「霜月」に変更する。4月9日、旗艦は「霜月」から戦艦「日向」に替わった。
5月3日、「霜月」は臨時に第十一水雷戦隊旗艦となり、各艦（名取、霜月、秋霜、長良、時雨、速吸）は瀬戸内海で訓練を実施した。
同日、連合艦隊は新たな軍隊区分を発令、連合艦隊司令長官豊田副武大将直率の主隊（軽巡「大淀」、駆逐艦「霜月」「夕凪」「松風」）が編成された。「霜月」は横須賀で「大淀」と合流することを命じられたため、呉を出港して横須賀に向かう。なお出撃を前に、第十一水雷戦隊司令官・高間完少将は連合艦隊、第二艦隊、小沢機動部隊、第二水雷戦隊、第十戦隊など各方面に対し「『秋霜』と『霜月』は訓練が十分ではないから、今度も指導に関し配慮してほしい」と要望している。
5月20日発令の兵力部署でも、引き続き主隊に所属した。
5月22日、「大淀」は横須賀から瀬戸内海に移動する。
5月23日、「霜月」と「夕凪」は特別任務を終え、訓練部隊の指揮下に入る。内海西部に移動後、第十一水雷戦隊麾下各艦（名取、長良、清霜、霜月、冬月、松）等は諸訓練を実施した。

### 機動部隊
「霜月」は6月6日付で第一機動艦隊（司令長官小沢治三郎海軍中将）に編入され、次いで6月10日付で第十戦隊（司令官木村進海軍少将）に編入される。佐世保に回航され、第一機動艦隊宛の機銃その他の物件を搭載し、同地を出撃する。
6月14日、ギマラスへ進出途上の第一機動艦隊と合流し、マリアナ沖海戦に参加する。
海戦初日の19日に小沢機動部隊の正規空母2隻が潜水艦の魚雷攻撃により沈んだ。海戦第2日目の20日、小沢長官直率の甲部隊は空母「瑞鶴」、第五戦隊〈妙高、羽黒〉、第十戦隊は輪形陣を形成する。「霜月」は2機撃墜を報じ、被害なく切り抜けた。
6月22日に中城湾に寄港の後、6月24日に柱島泊地に帰投する。6月28日、「霜月」と「若月」は軽巡「大淀」（聯合艦隊旗艦）を護衛して横須賀に向かった。横須賀に到着後、横須賀海軍工廠で機銃増備と13号電探の設置工事が行われた。
7月5日、「若月」と「霜月」は横須賀を出港して呉に移動した。呉に到着後は遊撃部隊乙部隊に加わり、第十戦隊（旗艦「矢矧」、第17駆逐隊〈磯風、浜風〉、秋月型〈若月、霜月〉）は軍艦3隻（戦艦「金剛」「長門」、重巡「最上」）を護衛して7月8日に呉を出撃する。乙部隊は沖縄本島に配備される陸軍部隊を中城湾で降ろす。次いでマニラで軍需品を陸揚げしたあと、7月20日にリンガ泊地へ到着した。
「霜月」がマニラ停泊中の7月15日、日本海軍は「霜月」と「冬月」で第41駆逐隊を編成する。

「霜月」はリンガ泊地で訓練を行っていたが、連合艦隊より輸送船団を護衛しての内地帰投を命じられる。
8月4日に昭南（シンガポール）を出港するヒ70船団に加わって日本本土に向かった。
8月4日（8月5日）、ヒ70船団は護衛艦（練習巡洋艦「香椎」、空母「神鷹」、駆逐艦「霜月」、海防艦〈千振、佐渡、第十三号、十九号〉）とタンカーおよび貨物船8隻でシンガポールを出発した。途中でマニラから来た軽巡洋艦「北上」を船団に加え、海防艦「佐渡」はヒ71船団護衛のため分離する。
8月15日、ヒ70船団は門司へ戻った。
「香椎」はひき続き船団護衛任務を続行、「神鷹」は呉へ、「北上」は佐世保へ、「霜月」は横須賀へ、それぞれ回航された。
同時期、アメリカ軍機動部隊が硫黄島や小笠原諸島に空襲を敢行していた。これに対処するため連合艦隊は空母「雲龍」を基幹とする急襲部隊（指揮官小西要人「雲龍」艦長、空母「雲龍」、軽巡「五十鈴」、第41駆逐隊〔霜月、冬月〕）を編成した 。急襲部隊は第三航空艦隊（司令長官吉良俊一中将）の指揮下に入り、「雲龍」は東京湾に進出した。第41駆逐隊は、すみやかに「雲龍」と合流するよう命じられていた。「霜月」は直ちに横須賀へ移動した。当時、連合艦隊旗艦の軽巡「大淀」も東京湾におり、「大淀」の水上偵察機は「雲龍」以下急襲部隊の対空射撃訓練に協力した。「雲龍」が出動する事態は生起せず、9月下旬には機動部隊に復帰命令が出される。9月26日に横須賀を出発、瀬戸内海に回航される。翌日、「雲龍」「霜月」「冬月」は呉に到着した。
10月9日、第41駆逐隊（冬月、霜月）は内海西部から横須賀に移動し、同地で軽巡「大淀」と合流した。「大淀」は横須賀海軍工廠での修理と整備を終え、第三艦隊（小沢機動部隊）に編入されていた。10月12日、第41駆逐隊は「大淀」を護衛して横須賀を出港し、大分に向かう。
同日夕刻、御前崎の173度80海里の遠州灘に差し掛かったところで、アメリカ潜水艦「トレパン (USS Trepang, SS-412) 」の雷撃を受けた。同艦は東京湾から出撃してきた日本艦隊を狙い、浮上状態で魚雷を発射した。そして遠州灘で山城級戦艦2隻と照月型駆逐艦2隻を襲撃し「照月級駆逐艦1隻を撃沈、戦艦にも重大な損傷を追わせて神戸に避退させた」と記録した。実際は軍艦2隻（雲龍、大淀）、秋月型の「冬月」と「霜月」で、魚雷命中により、「冬月」は艦首部位を失った。「冬月」は呉海軍工廠にて修理を実施、レイテ沖海戦に参加できなくなる。脇田喜一郎大佐（41駆司令）は司令駆逐艦を「冬月」から「霜月」に変更した。

### レイテ沖海戦

1944年10月25日、小沢艦隊の第四警戒航行序列の隊形。

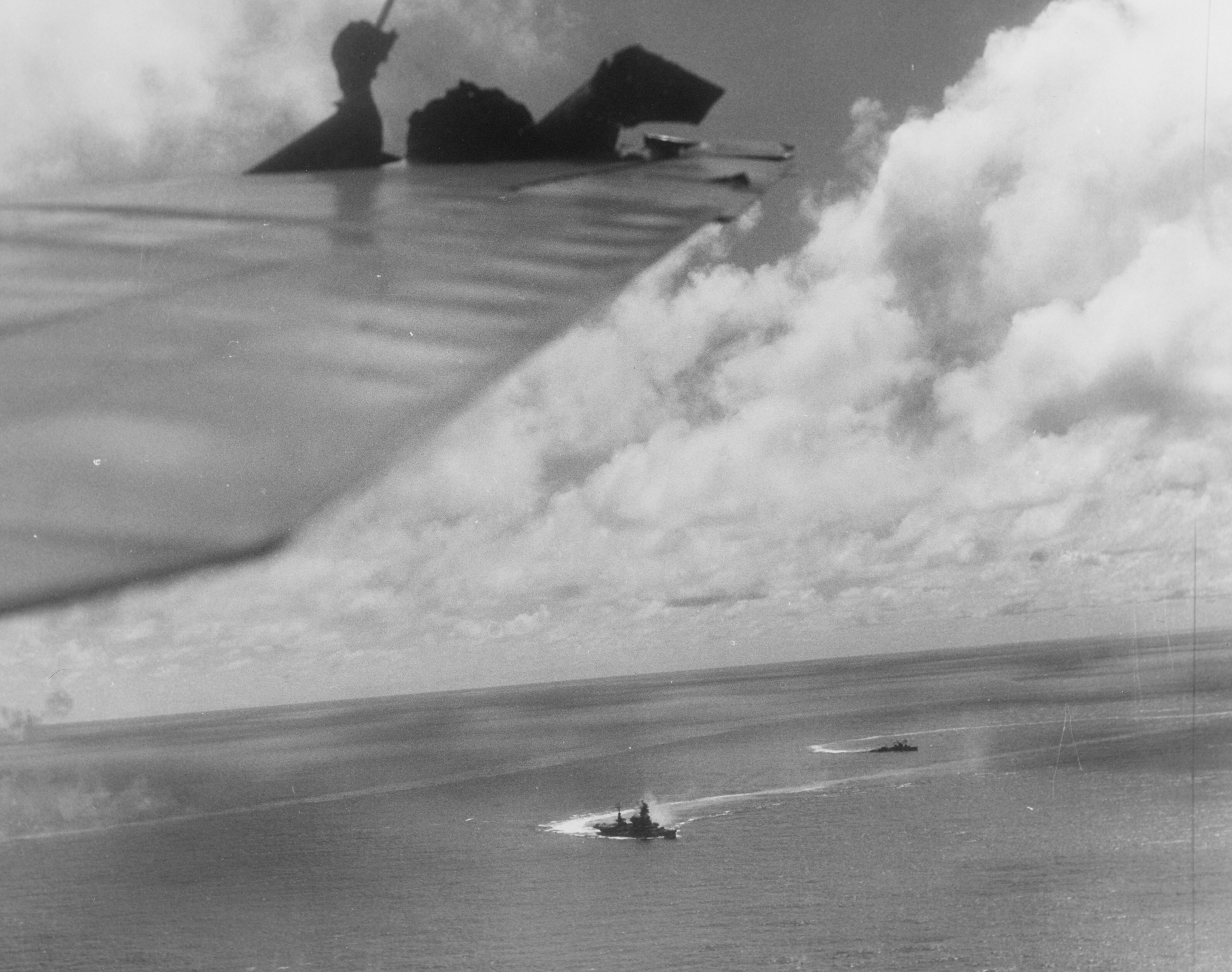
軽空母サン・ジャシントのTBF艦攻より撮影。伊勢（推定）と霜月。

10月14日、第十一水雷戦隊、第41駆逐隊、第61駆逐隊は機動部隊本隊に編入された。
10月17日、アメリカ軍がフィリピン、レイテ湾のスルアン島に上陸し、翌日日本軍は捷一号作戦を発動した。この作戦は小沢中将率いる機動部隊が囮となって第38任務部隊をひきつけ、その隙に第二艦隊司令長官栗田健男中将率いる第一遊撃部隊主力および第五艦隊司令長官志摩清英中将率いる第二遊撃部隊がレイテ湾に突入し、アメリカ軍の上陸部隊を撃破するというものであった。
10月20日夕刻、小沢機動部隊すなわち第三航空戦隊は、豊後水道を出撃する。
10月24日、伊勢型戦艦2隻と秋月型4隻（初月、秋月、若月、霜月）は前衛を構成した。夜襲を試みるも成果なく、10月25日朝に本隊に合流した。
10月25日朝、小沢機動部隊はエンガノ岬沖で第38任務部隊の艦上機による空襲を受けた（エンガノ岬沖海戦）。「霜月」は空母「千歳」と「千代田」の警戒艦に指定されており、第二群〔空母2隻（千歳、千代田）、戦艦（日向）、巡洋艦（五十鈴）、駆逐艦（霜月、槇）〕の陣形において、「千代田」の左後方に位置して第一波攻撃の艦載機を迎え撃つ。
9時37分、「千歳」が沈没した。「千歳」乗組員の半数程は「五十鈴」に救助された。「霜月」も「千歳」乗員の救助を開始するも、レーダーで第二波攻撃の艦載機飛来を探知、カッターボート2隻を卸して対空戦闘をおこなう。第三波攻撃では「日向」とともに再度「千代田」の援護を務める一方、ふたたび「千歳」乗員の救助を試み、「五十鈴」と共に救助作業を実施。「霜月」は121名を救助した。その後、日向以下各艦は「千代田」を援護していたが、「千代田」救援を「五十鈴」と「槇」に任せ、「日向」「霜月」「桑」は北方に向かった。17時26分、「霜月」は至近弾複数発を浴びて船体外板が損傷し、重油が流出した。2分後にはさらに至近弾二発を浴びて左に5度傾斜し、最大速力が31ノットに減少した。高角砲弾595発と機銃弾8,640発を消費し、人的損害を軽傷者2名のみにとどめて対空戦闘を切り抜けた。「日向」と「霜月」を攻撃したのは、正規空母「エンタープライズ (USS Enterprise, CV-6) 」から飛来した1000ポンド爆弾装備のF6F艦上戦闘機 16だったという。
「初月」「五十鈴」が敵艦隊（ローレンス・T・デュボース少将麾下の巡洋艦部隊）と交戦中の報を受け、「大淀」「日向」「伊勢」「霜月」は反転して再度の夜襲を試みる。合流してきた「若月」からの報告で戦艦を含む有力な敵艦隊の存在を知り、小沢長官は索敵を行いつつ、北上した。最終的に米艦隊と遭遇する機会はなく、残存部隊は奄美大島へ向かう。
10月27日に奄美大島に到着し、応急修理を実施した。マニラ方面に進出する長10センチ砲装備の「大淀」と「若月」に弾薬を供給する。小沢機動部隊残存艦は10月28日に奄美大島を出港し、翌10月29日に呉に帰投した。「霜月」は10月29日から11月7日まで呉海軍工廠での修理に従事した。

### 多号作戦
奄美大島停泊中の10月27日付で、第41駆逐隊（霜月、冬月）と第61駆逐隊（若月、涼月）は第二遊撃部隊（指揮官志摩清英第五艦隊司令長官）に編入されていた。これはレイテ島増援輸送作戦（多号作戦）にともなう措置である。
11月4日、「霜月」は多号作戦支援部隊に編入された。
第三十一戦隊は軽巡洋艦「五十鈴」（司令官江戸兵太郎少将座乗）と、霜月以下の駆逐艦部隊をもって、南方に進出する第四航空戦隊（司令官松田千秋少将）の航空戦艦2隻を護衛することとなった。だが出撃直前に姉妹艦「涼月」の修理艦首部分で漏水事故が発生し、「涼月」は「霜月」に同行できなくなった。
11月8日、第四航空戦隊、霜月以下の護衛部隊は内地を出発した。単艦で内地へ向かう「護国丸」とすれちがいつつ南下し、11月11日から12日にかけて馬公市に寄港。同時期、マニラが大規模空襲を受けていたため、第四航空戦隊部隊は新南諸島に移動して待機した。11月14日、第三十一戦隊はマニラに向かった。
霜月航海中の11月15日、第十戦隊と第61駆逐隊は解隊される。61駆所属の「若月」「涼月」が第41駆逐隊に編入され、第41駆逐隊は第二水雷戦隊に編入された。
翌日、「霜月」以下各艦は南西方面部隊の指揮下に入る。
11月17日、H部隊（日向、伊勢、霜月、梅、桐）は南沙諸島長島に到着して、ブルネイ湾からやってきた「大淀」、妙高型重巡（足柄、羽黒）、戦艦「榛名」、マニラから脱出してきた第一水雷戦隊などの艦艇と合流した。
11月19日、戦艦と共に長島を出港し、11月22日リンガ泊地に到着する。到着直前に浮上潜水艦発見の報告があり、「朝霜」と「霜月」が掃蕩を実施している。リンガ泊地到着時の支援部隊兵力は、足柄（第五艦隊旗艦）、戦艦3隻（日向、伊勢、榛名）、巡洋艦2隻（羽黒、大淀）、駆逐艦複数隻（霞、潮、朝霜、初霜、霜月、先着の「岸波」と修理中の「清霜」）であった。
11月20日、駆逐艦「島風」沈没時に戦死した第二水雷戦隊司令官早川幹夫少将の後任として、第一水雷戦隊司令官木村昌福少将が第二水雷戦隊司令官に異動する。
また第三十一戦隊は第五艦隊に編入された。
11月22日付で「霜月」は多号作戦第二警戒部隊に編入、第三十一戦隊の指揮下に入り、シンガポールに回航することになった。これは本来の旗艦「五十鈴」が潜水艦「ヘイク (USS Hake, SS-256) 」の雷撃で大破、シンガポールに避退した為である。第三十一戦隊司令部はシンガポールで「霜月」に移乗し、「霜月」が第三十一戦隊旗艦となった。
11月24日午後1時20分、「霜月」「桃」は昭南を出撃し、ボルネオ島ブルネイ湾に向かった。11月25日午前4時45分に北緯02度28分 東経107度20分 / 北緯2.467度 東経107.333度地点もしくは北緯02度28分 東経109度30分 / 北緯2.467度 東経109.500度地点、カヴァラ記録北緯02度21分 東経107度20分 / 北緯2.350度 東経107.333度地点、アメリカ潜水艦「カヴァラ (USS Cavalla, SS-244) 」より攻撃を受ける。「カヴァラ」はレーダーで発見した二つの目標を、那智型重巡洋艦、随伴の軽巡洋艦と判断した。浮上攻撃で「那智級重巡洋艦」に対し魚雷を4本発射。日本側記録では2本が「霜月」の左舷に命中し（カヴァラは魚雷4本命中と記録）、沈没した。随伴していた「桃」は爆雷12発を投下後したが、「カヴァラ」に損害はなかった。霜月乗員のうち46名は「桃」に救助されたものの、他は第41駆逐隊司令脇田大佐、霜月駆逐艦長畑野健二中佐以下全員戦死した。救助された霜月乗組員も、32名が海軍陸戦隊としてフィリピン地上戦（ルソン島の戦い）に投入されたとの記録が残る。なお、「霜月」に将旗を掲げていた江戸少将は戦死、第三十一戦隊司令部も全滅した。
1945年（昭和20年）1月10日、「霜月」は帝国駆逐艦籍、秋月型駆逐艦、第41駆逐隊のそれぞれから除籍された。

## 歴代艦長
※『艦長たちの軍艦史』357-358頁による。

### 艤装員長
1. 畑野健二 少佐：1944年3月5日[58] - 1944年3月31日[61]

### 駆逐艦長
1. 畑野健二 少佐：1944年3月31日[61] - 11月25日戦死（同日附、海軍大佐）[244]